# Episodi de La legge di Milo Murphy (seconda stagione)
La seconda stagione della serie animata La legge di Milo Murphy sarà trasmessa sul canale statunitense Disney XD a partire dal 17 luglio 2018.
In Italia sarà trasmessa dal 10 settembre 2018 su Disney XD. In Italia, il secondo segmento dell'episodio 5 non è andato mai in onda su Disney XD per ragioni sconosciute.
| nº | Titolo originale                                                                 | Titolo italiano                                                      | Prima TV USA      | Prima TV Italia     |
| -- | -------------------------------------------------------------------------------- | -------------------------------------------------------------------- | ----------------- | ------------------- |
| 1  | The Substitute                                                                   | La supplente                                                         | 17 luglio 2018    | 22 giugno 2018      |
| 1  | Time Out                                                                         | Missione salva pistacchi                                             | 17 luglio 2018    | 22 giugno 2018      |
| 2  | We're Going to the Zoo                                                           | Andiamo allo Zoo                                                     | 24 luglio 2018    | 26 giugno 2018      |
| 2  | School Dance                                                                     | Il ballo della scuola                                                | 24 luglio 2018    | 26 giugno 2018      |
| 3  | Battle of the Bands                                                              | La battaglia delle band                                              | 31 luglio 2018    | 12 novembre 2018    |
| 3  | The Math Book                                                                    | Il libro di matematica                                               | 31 luglio 2018    | 12 novembre 2018    |
| 4  | The Little Engine That Couldn't                                                  | Milo e il camion dei pompieri                                        | 7 agosto 2018     | 13 novembre 2018    |
| 4  | The Llama Incident                                                               | L'incidente con i lama                                               | 7 agosto 2018     | 13 novembre 2018    |
| 5  | Missing Milo                                                                     | La scomparsa di Milo                                                 | 14 agosto 2018    | 14-15 novembre 2017 |
| 6  | Star Struck                                                                      | Star alla riscossa                                                   | 14 agosto 2018    | 16 novembre 2018    |
| 6  | Disaster of My Dreams                                                            | La fine dei miei sogni                                               | 28 agosto 2018    | 16 novembre 2018    |
| 7  | A Clockwork Origin                                                               | L'origine                                                            | 28 agosto 2018    | 17 novembre 2018    |
| 7  | Perchance to Sleepwalk                                                           | Milo sonnambulo                                                      | 28 agosto 2018    | 17 novembre 2018    |
| 8  | Some Like It Yacht                                                               | A qualcuno piace yacht                                               | 4 settembre 2018  | 20 novembre 2018    |
| 8  | Backward to School Night                                                         | Tornare bambini                                                      | 4 settembre 2018  | 20 novembre 2018    |
| 9  | World Without Milo                                                               | Un mondo senza Milo                                                  | 11 settembre 2018 | 21 novembre 2018    |
| 9  | The Race                                                                         | La corsa                                                             | 11 settembre 2018 | 21 novembre 2017    |
| 10 | Love Toboggan                                                                    | Appuntamento-non-appuntamento                                        | 19 settembre 2018 | 22 novembre 2018    |
| 10 | The Island of Lost Dakotas                                                       | L'isola dei Dakota perduti                                           | 19 settembre 2018 | 22 novembre 2018    |
| 11 | Fungus Among Us                                                                  | Il mondo è di nuovo in pericolo                                      | 26 settembre 2018 | 23 novembre 2018    |
| 12 | Milo Murphy's Halloween Scream-a-Torium!                                         | L'url-a-torium di Halloween di Milo Murphy                           | 2 ottobre 2018    | 31 ottobre 2018     |
| 13 | A Christmas Peril                                                                | Il Natale dei Murphy                                                 | 28 dicembre 2018  | 24 dicembre 2018    |
| 14 | The Phineas e Ferb Effect                                                        | L'effetto Phineas e Ferb                                             | 5 gennaio 2019    | 10 settembre 2018   |
| 15 | Snow Way Out                                                                     | Via d'uscita innevata                                                | 12 gennaio 2019   | 11 settembre 2018   |
| 15 | Teacher Feature                                                                  | Appuntamento galante                                                 | 12 gennaio 2019   | 11 settembre 2018   |
| 16 | Picture Day                                                                      | Il giorno della foto                                                 | 19 gennaio 2019   | 12 settembre 2018   |
| 16 | Agee Ientee Diogee                                                               | Agente speciale Diogee                                               | 19 gennaio 2019   | 12 settembre 2018   |
| 17 | Game Night                                                                       | Serata di gioco                                                      | 26 gennaio 2019   | 13 settembre 2018   |
| 17 | Pace Makes Waste                                                                 | Una gara sorprendente                                                | 26 gennaio 2019   | 13 settembre 2018   |
| 18 | Cake 'Splosion                                                                   | Dolci esplosioni                                                     | 2 febbraio 2019   | 14 settembre 2018   |
| 18 | Lady Krillers                                                                    | Donne in caccia                                                      | 2 febbraio 2019   | mai trasmesso       |
| 19 | Doof's Day Out                                                                   | Doof esce di casa                                                    | 9 febbraio 2019   | 17 settembre 2018   |
| 19 | Disco Do-Over                                                                    | L'ultima gara di pattinaggio                                         | 9 febbraio 2019   | 17 settembre 2018   |
| 20 | The Ticking Clock                                                                | Il ticchettio del tempo                                              | 16 febbraio 2019  | 18 settembre 2018   |
| 20 | Managing Murphy's Law                                                            | Gestire la Legge di Murphy                                           | 16 febbraio 2019  | 18 settembre 2018   |
| 21 | Milo's Shadow                                                                    | L'ombra di Milo                                                      | 23 febbraio 2019  | 20 settembre 2018   |
| 21 | Sick Day                                                                         | Giorno di malattia                                                   | 23 febbraio 2019  | 20 settembre 2018   |
| 22 | Field of Screams                                                                 | Urla in campo                                                        | 2 marzo 2019      | 19 settembre 2018   |
| 22 | Spy Little Sister!                                                               | Sorella piccola spia                                                 | 2 marzo 2019      | 19 settembre 2018   |
| 23 | Dog Walker, Runner, Screamer                                                     | Milo dog-sitter                                                      | 9 marzo 2019      | 13 febbraio 2019    |
| 23 | Now I Am a Murphy                                                                | Ora sono un vero Murphy                                              | 9 marzo 2019      | 14 febbraio 2019    |
| 24 | Freefall                                                                         | Caduta libera                                                        | 16 marzo 2019     | 11 febbraio 2019    |
| 24 | Milo's World                                                                     | Il mondo di Milo                                                     | 16 marzo 2019     | 12 febbraio 2019    |
| 25 | Abducting Murphy's Law                                                           | Il rapimento della Legge di Murphy                                   | 23 marzo 2019     | 15 febbraio 2019    |
| 26 | The Goulash Legacy                                                               | L'eredità del Goulash                                                | 30 marzo 2019     | 18 febbraio 2019    |
| 26 | The Dog Who Knew Too Much                                                        | Il cane che sapeva troppo                                            | 30 marzo 2019     | 19 febbraio 2019    |
| 27 | Adventure Buddies                                                                | Compagni di avventure                                                | 6 aprile 2019     | 20 febbraio 2019    |
| 27 | Ride Along Little Doggie                                                         | Doggie alla riscossa                                                 | 6 aprile 2019     | 21 febbraio 2019    |
| 28 | Look at this Ship                                                                | Guarda la navicella                                                  | 13 aprile 2019    | 22 febbraio 2019    |
| 28 | Cast Party                                                                       | Festa ingessata                                                      | 13 aprile 2019    | 22 febbraio 2019    |
| 29 | Safety First                                                                     | La sicurezza prima di tutto                                          | 20 aprile 2019    | 24 giugno 2019      |
| 29 | Cavendish Unleashed                                                              | Cavendish liberato                                                   | 20 aprile 2019    | 25 giugno 2019      |
| 30 | First Impressions                                                                | Prime impressioni                                                    | 27 aprile 2019    | 26 giugno 2019      |
| 30 | The Speech and Debate League of Death and Destruction Cross Town Explosion Event | Evento esplosivo in città: dibattito sulla morte e sulla distruzione | 27 aprile 2019    | 27 giugno 2019      |
| 31 | The Mid-Afternoon Snack Club                                                     | La punizione di metà pomeriggio                                      | 4 maggio 2019     | 28 giugno 2019      |
| 31 | Parks and Wreck                                                                  | Parchi e incidenti                                                   | 4 maggio 2019     | 1 luglio 2019       |
| 32 | Escape                                                                           | Fuga dall'ascensore                                                  | 11 maggio 2019    | 2 luglio 2019       |
| 32 | Milo in Space                                                                    | Milo nello spazio                                                    | 11 maggio 2019    | 3 luglio 2019       |
| 33 | Sphere and Loathing in Outer Space                                               | La sfera delle calamità di Organuth                                  | 18 maggio 2019    | 4 luglio 2019       |